# Temnitzquell
Temnitzquell település Németországban, azon belül Brandenburgban. Lakosainak száma 793 fő (2023. december 31.).

## Népesség
A település népességének változása:
| Lakosok száma | 758  | 768  | 803  | 797  | 793  |
|               | 2017 | 2019 | 2021 | 2022 | 2023 |